# روث لانغسفورد
روث ويندي هولمز (من مواليد 17 مارس 1960) مذيعة تلفزيونية إنجليزية، قدمت العديد من البرامج التلفزيونية ، بما في ذلك هذا الصباح (1999) والتي كانت فيها المقدم الأطول خدمة، هدية مغلفة (2014)، كيف يعيش النصف الآخر (2015)، و تحرير أزياء روث لانغسفورد (2017). منذ عام 1999 كانت عضوًا منتظمًا في حلقة النقاش في برنامج الحواري "المرأة الحرة" وأصبحت مقدمة في عام 2013.

## روابط خارجية
- Official website[وصلة مكسورة]
- روث لانغسفورد في قاعدة بيانات الأفلام على الإنترنت
- Ruth Langsford at James Grant Media